# Георгій XII
Гео́ргій XII (10 жовтня 1746 — 28 грудня 1800) — передостанній цар Картлі-Кахетії. Син царя Іраклія II.

## Життєпис
З 60-их років XVIII століття брав участь в управлінні державою. 1765 не підтримав рішення батька щодо застосування суворого покарання до учасників змови проти царя, що стало причиною суперечностей між батьком і сином. Конфлікт підігрівала цариця Дареджан, мачуха царевича Георгія, яка прагнула посварити царя з його синами.
У січні 1798 року, коли помер Іраклій II, Георгій XII зійшов на царський трон.
За його царювання в Картлі-Кахеті склалось досить скрутне внутрішнє та зовнішнє становище.
Георгій XII турбувався про відновлення Тбілісі, зруйнованого іранцями 1795 року. За його наказом царські чиновники здійснили перепис населення, було введено грошовий податок на відновлення царських палаців, однак зібрані кошти цар витрачав на облаштування церков. Було розпочато відновлення друкарень.
Георгій XII намагався відновити «Моріге джарі» (царська гвардія) доби Іраклія II. Будучи хворим, цар все ж постарався ліквідувати свавілля царевичів та покінчити із внутрішніми ворогами, але марно. Боровся проти іранських порядків і традицій, що насаджувались загарбниками під час набігів.
Прагнучи до єдності грузинського й вірменського християнства, запровадив серед вірменського населення православ'я.

### Зовнішня політика
У зовнішній політиці Георгій XII дотримувався проросійської орієнтації. Він жадав від Росії виконання взятих зобов'язань за Георгіївським трактатом 1783 року, введення до Грузії російської армії, вважаючи, що з їхньою допомогою він зможе покінчити із внутрішніми заколотами й залагодити внутрішньополітичне становище царства.
Він остерігався того, що грузинські князі почнуть братерську боротьбу, в результаті якої Грузія буде завойованою Персією. Тому Георгій XII бажав, щоб після його смерті престол зайняв його син, Давид XII.
Георгію XII було обіцяно залишити за ним право царя довічно. Однак, після його смерті російський уряд мав намір затвердити Давида XII генерал-губернатором із титулом царя, а Грузію долучити до числа російських губерній під назвою царства Грузинського.
23 листопада 1800 року імператор віддав рескрипт на ім'я Георгія XII, про прийняття його царства у підданство Росії. 22 грудня того ж року імператор Павло I підписав маніфест про приєднання Грузії до Росії.

### Ліквідація монархії в Картлі-Кахеті
Послаблена зовнішніми та внутрішніми війнами Туреччина все ще не бажала примиритись із втратою свого впливу в Закавказзі, де її місце повільно, проте неухильно почала займати Росія. Туреччина погрожувала помститись Картлі-Кахетинському царству за те, що Грузія сприяла здійсненню політичних планів Росії на Близькому Сході. Але вже 1799 року Туреччина фактично нічого не могла протиставити військово-політичним потугам Росії.
Більш активно боровся за відновлення свого колишнього впливу у Східній Грузії Іран. Активне політичне співробітництво, що зав'язалось після Крцаніської битви між Грузією та Росією, досить стурбувало як правителів Ірану, так і інших суперників Росії на Близькому Сході — Англію та Францію.
Тим часом, гострі політичні суперечності між Англією та Францією змушували кожну з цих країн схиляти Росію на свій бік. Незважаючи на те, що жодна з цих держав не бажала успіху Росії, вони з політичних міркувань не наважувались відкрито перешкоджати просуванню російських військ на Сході. Грузія та загалом усе Закавказзя перебували в центрі уваги держав-суперниць. Картлі-Кахетинське царство визнало Росію своїм політичним союзником і покровителем. Англія та Франція визнали законними претензії Туреччини й Ірану на панування в країнах Закавказзя.
Сходження на престол Георгія XII відзначилось новим наступом внутрішньофеодальної реакції. Брати царя змусили хворого та слабовільного Георгія XII затвердити порядок спадкування престолу, відповідно до якого трон переходив до старшого в роду. Таким чином, спадкоємцем престолу ставав царевич Юлон, син Іраклія. Георгій XII невдовзі скасував новий порядок. В результаті цього між царем та його братами виникла непримиренна ворожнеча. Навколо царевичів почали групуватись невдоволені Георгієм тавади. Царський двір розділився на два табори; розкол набув украй небезпечного характеру за умов політичної кризи.
26 листопада 1799 року до Тбілісі вступили російські війська. Прибуття російського загону мало трагічний вплив на розвиток подальших подій.
У ноті, поданій 24 червня 1800 року грузинським послом у Петербурзі, цар Картлі та Кахеті пропонував зберегти за Картлі-Кахетією тільки право обмеженого автономного самоврядування за умови збереження за Георгієм XIIі його спадкоємцями царського престолу. Цар погоджувався підкоритись владі російського імператора не лише в питаннях ведення зовнішньої політики, але й у галузі внутрішнього управління.
Наприкінці 1800 року цар Георгій XII важко захворів. Під час його хвороби верховна влада поступово перейшла до рук повноважного міністра російського уряду при грузинському царі — Коваленського й командувача російськими військами у Грузии — генерала Лазарєва.
Урядові кола Східногрузинського царства, звертаючись до Росії з проханням щодо збільшення у Грузії контингенту російських військ, сподівались за їх допомоги зберегти свою державність і суверенні права грузинських царів. Однак уряд імператора Павла I чекав лише на слушний момент, щоб ліквідувати Картлі-Кахетинське царство. Сприятливі умови для здійснення задуму російського уряду створились 28 грудня 1800 — в день смерті Георгія XII. Його було поховано у Свєтіцховелі.
Смерть царя та перехід влади до Давида XII загострили обстановку в країні. Цариця Дареджан та її сини категорично відмовились визнати владу царевича Давида XII, а також приєднання Грузії до Росії.
Відповідно до угоди, укладеної між Грузією та Росією, спадкувати престол Картлі-Кахетинського царства мав син Георгія, Давид XII, якого затверджував на царство російський імператор. Проте Павло I, ще за життя Георгія XII, вирішив ліквідувати Картлі-Кахетинське царство, перетворивши його на одну з губерній Російської імперії.
18 січня 1801 року в Петербурзі та Москві було оприлюднено маніфест Павла I про приєднання Картлі-Кахетинського царства до Росії. У середині лютого того ж року той маніфест було оголошено й у Тбілісі. 12 березня в результаті змови було вбито Павла I. На престол вступив його син Олександр I. Державна рада знову розглянула питання про приєднання Грузії до Росії. Враховуючи важливу роль Східногрузинського царства як опорної бази Росії на Близькому Сході, було ухвалено рішення про ліквідацію в Картлі та Кахеті автономного управління та запровадити у грузинських землях російське керівництво.
Царські чиновники ще 24 березня 1801 року усунули Давида XII від престолу. Замість нього «управляючим Грузії» був призначений генерал Лазарєв. Створений під його керівництвом тимчасовий уряд діяв один рік.
12 вересня 1801 року було видано новий імператорський маніфест про приєднання до Росії Східногрузинського царства. У квітні 1802 той маніфест було оприлюднено в Тбілісі та інших грузинських містах.

## Родина
Георгій XII був одружений двічі:

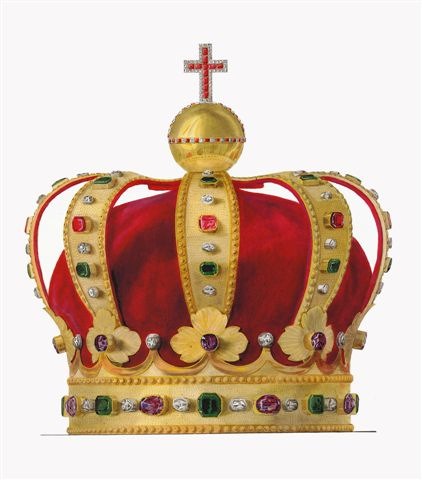
Корона Георгія XII

- княжна Кетеван (1754—23 квітня 1782), дочка князя Папуа Андронікашвілі, народила від нього 12 дітей;
- княжна Маріам Цицишвілі (1768—30 березня 1850), 11 дітей.

Георгій XII був батьком 14 синів і 9 дочок.
Сини:
- Давид (1767–1819), правитель Грузії з грудня 1800 до червня 1801 року;
- Іван (1768—1830), Глава кахетинського царського дому (з 1819), поет, перекладач грузинською (в тому числі й Вольтера), автор грузинсько-російського словника, а також підручників з математики й природознавства;
- Луарсаб (1771 — до 1798);
- Баграт (1776–1841);
- Соломон (1780 — до 1798);
- Теймураз (1782–1846);
- Мішель (1783–1862);
- Джибраїл (1788–1812);
- Елізбар (1790–1854);
- Йосип (помер до 1798);
- Спиридон (помер до 1798);
- Окропир (1795—1857);
- Симеон (нар. 1796 — помер немовлям);
- Іраклій (1799–1859).

Дочки:
- Варвара (1769–1801);
- Софія (1771—1840);
- Ніно (1772–1847), була у шлюбі з князем Мегрелії Григорієм Дадіані;
- Саломе (померла немовлям);
- Ріпсіме (1776–1847);
- Гаяна (1780—1820);
- Тамара (1788–1850);
- Анна (1789—1796);
- Анна (1800—1850).